# Remo nos Jogos Olímpicos de Verão de 2012 - Skiff duplo masculino
As competições de remo nos Jogos Olímpicos de Verão de 2012 na modalidade skiff duplo masculino foram disputadas entre os dias 28 de julho e 2 de agosto no Lago Dorney em Londres.

## Medalhistas
|  | NZL Nova Zelândia            |  | ITA Itália                      |  | SLO Eslovênia       |
|  | Nathan Cohen Joseph Sullivan |  | Alessio Sartori Romano Battisti |  | Luka Špik Iztok Čop |

## Resultados
- Regras de qualificação: 1-3->S, 5..->R

### Eliminatórias

#### Eliminatória 1
| Pos. | Atletas                            | Equipe        | Tempo   | Notas |
| ---- | ---------------------------------- | ------------- | ------- | ----- |
| 1    | Eric Knittel Stephan Krüger        | GER Alemanha  | 6:17.74 | Q     |
| =2   | Rolandas Maščinskas Saulius Ritter | LTU Lituânia  | 6:17.78 | Q     |
| =2   | Luka Špik Iztok Čop                | SLO Eslovênia | 6:17.78 | Q     |
| 4    | David Crawshay Scott Brennan       | AUS Austrália | 6:21.25 | R     |
| 5    | Michael Braithwaite Kevin Kowalyk  | CAN Canadá    | 6:34.11 | R     |

#### Eliminatória 2
| Pos. | Atletas                         | Equipe      | Tempo   | Notas |
| ---- | ------------------------------- | ----------- | ------- | ----- |
| 1    | Nils Jakob Hoff Kjetil Borch    | NOR Noruega | 6:16.31 | Q     |
| 2    | Alessio Sartori Romano Battisti | ITA Itália  | 6:18.50 | Q     |
| 3    | Julien Bahain Cédric Berrest    | FRA França  | 6:19.61 | Q     |
| 4    | Dmytro Mikhai Artem Morozov     | UKR Ucrânia | 6:49.70 | R     |

#### Eliminatória 3
| Pos. | Atletas                      | Equipe            | Tempo   | Notas  |
| ---- | ---------------------------- | ----------------- | ------- | ------ |
| 1    | Nathan Cohen Joseph Sullivan | NZL Nova Zelândia | 6:11.30 | Q (OR) |
| 2    | Bill Lucas Sam Townsend      | GBR Grã-Bretanha  | 6:11.94 | Q      |
| 3    | Ariel Suárez Cristian Rosso  | ARG Argentina     | 6:13.68 | Q      |
| 4    | Juri-Mikk Udam Geir Suursild | EST Estônia       | 6:33.88 | R      |

### Repescagem
| Pos. | Atletas                           | Equipe        | Tempo   | Notas |
| ---- | --------------------------------- | ------------- | ------- | ----- |
| 1    | David Crawshay Scott Brennan      | AUS Austrália | 6.25.36 | Q     |
| 2    | Dmytro Mikhai Artem Morozov       | UKR Ucrânia   | 6:30.19 | Q     |
| 3    | Michael Braithwaite Kevin Kowalyk | CAN Canadá    | 6:30.74 | Q     |
| 4    | Juri-Mikk Udam Geir Suursild      | EST Estônia   | 6:38.50 |       |

### Semifinais

#### Semifinal 1
| Pos. | Atletas                         | Equipe            | Tempo   | Notas |
| ---- | ------------------------------- | ----------------- | ------- | ----- |
| 1    | Ariel Suárez Cristian Rosso     | ARG Argentina     | 6:19.40 | Q     |
| 2    | Nathan Cohen Joseph Sullivan    | NZL Nova Zelândia | 6:19.79 | Q     |
| 3    | Alessio Sartori Romano Battisti | ITA Itália        | 6:20.68 | Q     |
| 4    | Eric Knittel Stephan Krüger     | GER Alemanha      | 6:22.54 |       |
| 5    | David Crawshay Scott Brennan    | AUS Austrália     | 6:23.47 |       |
| 6    | Dmytro Mikhai Artem Morozov     | UKR Ucrânia       | 6:36.52 |       |

#### Semifinais 2
| Pos. | Atletas                            | Equipe           | Tempo   | Notas |
| ---- | ---------------------------------- | ---------------- | ------- | ----- |
| 1    | Luka Špik Iztok Čop                | SLO Eslovênia    | 6:19.97 | Q     |
| 2    | Rolandas Maščinskas Saulius Ritter | LTU Lituânia     | 6:21.62 | Q     |
| 3    | Bill Lucas Sam Townsend            | GBR Grã-Bretanha | 6:22.47 | Q     |
| 4    | Nils Jakob Hoff Kjetil Borch       | NOR Noruega      | 6:22.88 |       |
| 5    | Julien Bahain Cédric Berrest       | FRA França       | 6:29.61 |       |
| 6    | Michael Braithwaite Kevin Kowalyk  | CAN Canadá       | 6:38.94 |       |

### Finais

#### Final B
| Pos | Atletas                           | Equipe        | Tempo   | Notas |
| --- | --------------------------------- | ------------- | ------- | ----- |
| 1   | Nils Jakob Hoff Kjetil Borch      | NOR Noruega   | 6:20.82 |       |
| 2   | David Crawshay Scott Brennan      | AUS Austrália | 6:22.19 |       |
| 3   | Eric Knittel Stephan Krüger       | GER Alemanha  | 6:23.36 |       |
| 4   | Julien Bahain Cédric Berrest      | FRA França    | 6:26.44 |       |
| 5   | Dmytro Mikhai Artem Morozov       | UKR Ucrânia   | 6:31.51 |       |
| 6   | Michael Braithwaite Kevin Kowalyk | CAN Canadá    | 6:32.61 |       |

#### Final A
| Pos               | Atletas                            | Equipe            | Tempo   | Notas |
| ----------------- | ---------------------------------- | ----------------- | ------- | ----- |
| Medalha de ouro   | Nathan Cohen Joseph Sullivan       | NZL Nova Zelândia | 6:31.67 |       |
| Medalha de prata  | Alessio Sartori Romano Battisti    | ITA Itália        | 6:32.80 |       |
| Medalha de bronze | Luka Špik Iztok Čop                | SLO Eslovênia     | 6:34.35 |       |
| 4                 | Ariel Suárez Cristian Rosso        | ARG Argentina     | 6:36.36 |       |
| 5                 | Bill Lucas Sam Townsend            | GBR Grã-Bretanha  | 6:40.54 |       |
| 6                 | Rolandas Maščinskas Saulius Ritter | LTU Lituânia      | 6:42.69 |       |

Legenda
| Recorde mundial      | Recorde mundial (World record)               |                       | Recorde africano                      | Recorde africano (African) |                                           | Q | Classificado por posição (Qualified) |
| Recorde olímpico     | Recorde olímpico (Olympic record)            | Recorde da América    | Recorde da América (Americas)         | q                          | Classificado por melhor tempo (Qualified) |   |                                      |
| Melhor marca do ano  | Melhor marca do ano (World leading)          | Recorde asiático      | Recorde asiático (Asian)              | DNS                        | Não largou (Did not start)                |   |                                      |
| Recorde nacional     | Recorde nacional (National record)           | Recorde europeu       | Recorde europeu (European)            | DNF                        | Não terminou (Did not finish)             |   |                                      |
| Recorde pessoal      | Recorde pessoal do atleta (Personal best)    | Recorde da Oceania    | Recorde da Oceania (Oceania)          | DSQ / DQ                   | Desclassificado (Disqualified)            |   |                                      |
| Recorde da temporada | Recorde da temporada do atleta (Season best) | Recorde sul-americano | Recorde sul-americano (South America) | NM                         | Sem marca (No mark)                       |   |                                      |

### Remo
| S | Classificado(a) para as semifinais |    |                        | FA | Final A (disputa de medalhas) |  |  | FD | Final D (sem medalhas) |
| Q | Classificado(a) para as quartas    | FB | Final B (sem medalhas) | FE | Final E (sem medalhas)        |  |  |    |                        |
| R | Classificado(a) para a repescagem  | FC | Final C (sem medalhas) | FF | Final F (sem medalhas)        |  |  |    |                        |